# Islamischer Dinar

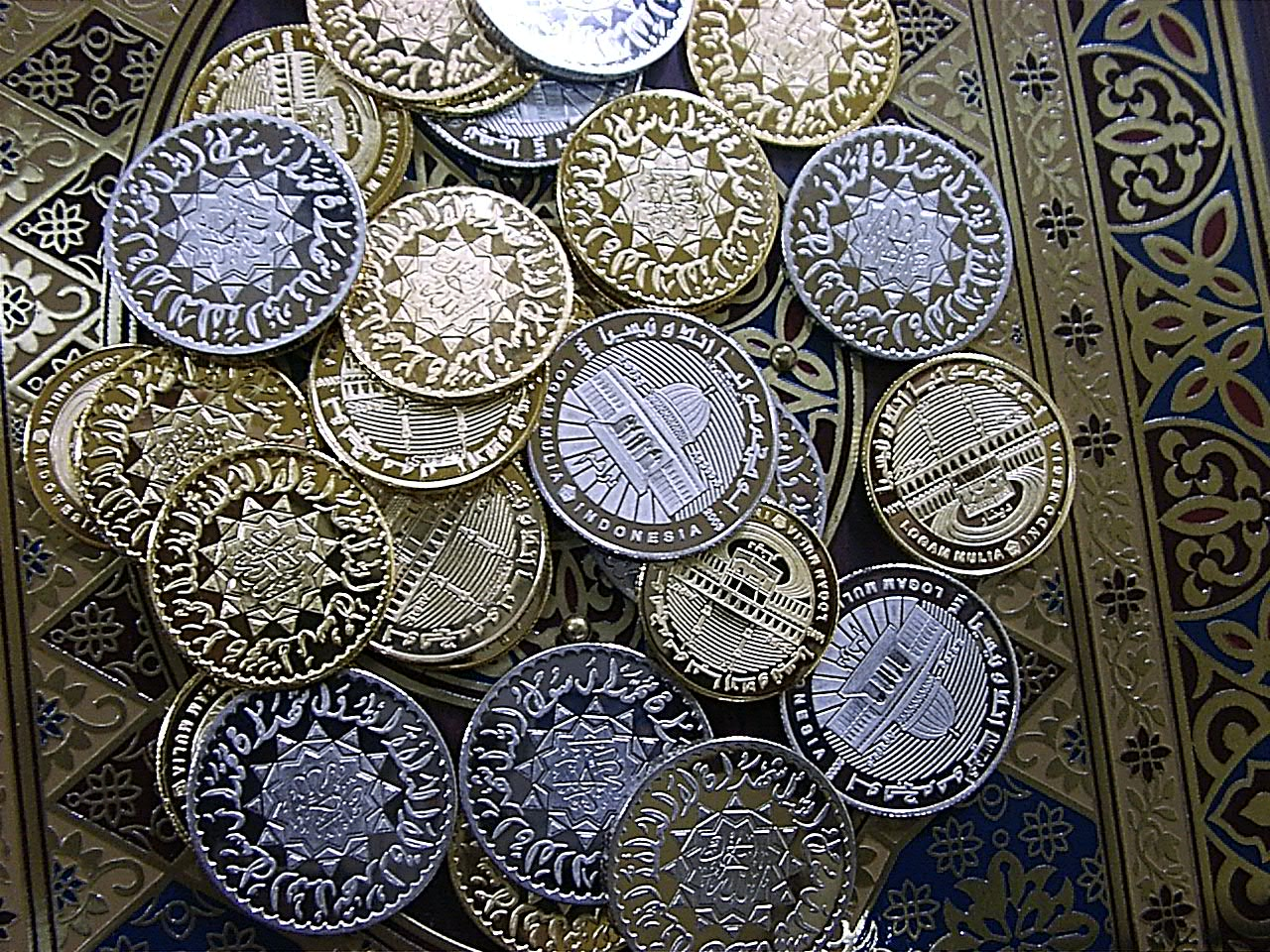
Islamische Dinare und Dirhams der indonesischen Edelmetallraffinerie Logam Mulia.

Der Islamische Dinar ist eine Medaille aus Gold. Der Name nimmt Bezug auf den historischen Dinar.

## Aussehen und Material
Der Islamische Gold-Dinar ist eine Medaille, die von Mitgliedern der sufistischen Tariqa der Murabitun als Ausprägung einer goldgedeckten Ersatzwährung angeregt wurde. Ein Islamischer Dinar besteht aus 4,25 Gramm 22-karätigem Gold. Außerdem gibt es eine Medaille aus 3,0 Gramm Silber (Dirham), die als kleinere Einheit der Währung dienen soll. Die Medaille aus Gold zeigt die al-Harām-Moschee mit der Kaaba in Mekka, die Medaillen aus Silber zeigt die Prophetenmoschee mit Mohammeds Grab in Medina auf der einen Seite. Auf der anderen Seite ist bei beiden Medaillen die Schahada dargestellt.

## Zielsetzung
Als Zahlungsmittel propagiert, soll der Dinar als Ersatz- oder Gegenwährung zum US-Dollar Verwendung finden und diesen im Rahmen des islamischen Bankwesens und des islamischen Finanzwesens in der Umma ersetzen. Da der Koran ungedecktes Papiergeld („Schulden“, Fiat Money) verbiete, soll nach Ansicht der Murabitun die 100-prozentige Golddeckung wieder eingeführt werden. Damit werde die islamische Welt unabhängig vom Zinskapitalismus westlicher Prägung. Die Währung unterliege keiner Inflation. Allerdings werden die Probleme ignoriert, die seinerzeit die Aufgabe des Goldstandards erzwangen (insbesondere die unterschiedliche Entwicklung des Gold- und Silberpreises und die zu geringen weltweiten Gold- und Silberreserven).

## Geschichte
Die Idee einer „Wiedereinführung“ der Goldbindung stammt von dem spanischen Professor Umar Ibrahim Vadillo, dem Gründer der Murabitun. Die ersten Medaillen wurden 1993 geprägt und an Mitglieder der Organisation verkauft. Die Dubaier Firma Islamic Mint prägt Dinar-Medaillen und verkauft sie seit 2001 in der ganzen Welt.
Malaysia hat mehrfach versucht, andere islamische Staaten für den bilateralen Handel in Golddinaren zu gewinnen, um vom US-Dollar unabhängiger zu werden; zuletzt im Juni 2005 bei einem Treffen der Organisation der Islamischen Konferenz. Außer einer unverbindlichen Absichtserklärung der Islamischen Republik Iran gab es jedoch keine Resonanz.
Der Islamische Staat proklamiert auf seinen Webseiten und in sozialen Netzwerken die Einführung eines Islamischen Gold-Dinars. Sukzessive wurde dieser bereits in Umlauf gebracht (Stand Dezember 2015).

## Status der Medaille
Die Medaillen sind weder offizielles Zahlungsmittel noch eine Währung. Ihr Preis wird vom Materialwert und den Herstellungskosten bestimmt, ihr Wert allein vom Materialwert abzüglich der Verwertungskosten.
Obwohl die Medaille einen hohen Goldanteil hat, wird sie, da sie kein legales Zahlungsmittel ist, von der EU nicht als Anlagemünze anerkannt und zumindest in der westlichen Welt auch nicht als solche verwendet. Als Konsequenz ist der Islamische Dinar damit auch nicht von der Einfuhrumsatzsteuer ausgenommen, was den legalen Erwerb in Europa zusätzlich verteuert. (Richtlinie 77/388/EWG des Rates vom 17. Oktober 1977, geändert durch die Richtlinie 98/80/EG des Rates vom 12. Oktober 1998; Bekanntgabe der Liste der von der Einfuhrumsatzsteuer befreiten Anlagemünzen gemäß Art. 26b Buchstabe A Ziffer ii) im Amtsblatt der Europäischen Union unter ABL. EU 2005 Nr. C 300 S. 10).

## e-Dinar
Seit 1997 gibt es den e-Dinar, für den Handel im Internet. Die Dubai Islamic Bank bietet über ihre Tochterfirma e-dinar (Niederlassungen in Dubai und Labuan) ein Online-Zahlungssystem an, dessen Verrechnungseinheit e-Dinar durch hinterlegtes Gold gedeckt sein soll. Auf der Website werden auch og. Medaillen verkauft. Der e-Dinar soll jederzeit in die Medaillen aus Gold umgewandelt werden können, allerdings wird nicht erwähnt, ob in den Bankfilialen der Dubai Islamic Bank die Medaillen als Zahlungsmittel akzeptiert werden.

## Andere Bedeutung
Die Bezeichnung Islamischer Dinar findet bei der Islamischen Entwicklungsbank Verwendung, hat aber mit dem Gold-Dinar nichts zu tun. Sie ist die interne Verrechnungseinheit der Bank und entspricht einem Sonderziehungsrecht.